# S Bootis
S Bootis är en pulserande variabel av Mira Ceti-typ  i stjärnbilden Björnvaktaren.
Stjärnan varierar mellan magnitud +7,8 och 13,8 med en period av 270,73 dygn.